# Người Carpi

Bản đồ của Dacia thuộc La Mã cho biết Carpi bao phủ khu vực giữa hai con sông Siret và Prut ở Moldavia (đông Rumani)

Người Carpi hoặc Carpiani là một tộc người cổ đại cư trú ở phần phía đông của România ngày nay, tại khu vực Moldavia từ giai đoạn không muộn hơn khoảng năm 140 CN  và cho đến khi ít nhất năm 318 CN.
Nguồn gốc chủng tộc của người Carpi vẫn còn gây tranh cãi, vì không có bằng chứng trực tiếp nào trong các ghi chép cổ đại còn sót lại. Một trong những luận điểm theo quan điểm hiện đại được ủng hộ mạnh mẽ cho rằng người Carpi là một bộ tộc thuộc nhóm cư dân Dacia. Nhiều học giả lại liên hệ dân Carpi đến một loạt các nhóm dân tộc khác, trong đó có người Sarmatia, Thrace, Slav, German và Celt.
Khoảng một thế kỷ sau khi họ được đề cập lần đầu tiên bởi Ptolemy, trong khoảng thời gian này thì mối quan hệ của họ với La Mã dường như là sự hòa bình, người Carpi bắt đầu nổi lên vào khoảng năm 238 và trở thành một trong những kẻ thù dai dẳng nhất của Rome. Trong giai đoạn từ 250-270 CN, người Carpi là một thành viên quan trọng trong một liên minh lỏng lẻo của các bộ lạc man rợ bên bờ sông Danube mà còn bao gồm các bộ lạc người German và Sarmatia. Đây là những người đã chịu trách nhiệm gây ra một loạt các cuộc xâm lược lớn và tàn phá vùng đất Balkan của đế quốc mà gần như gây ra sự tan rã của nó trong "Cuộc khủng hoảng của thế kỷ thứ ba".
Trong giai đoạn từ năm 270-318, các vị "hoàng đế quân sự" La Mã đã tiến hành nhiều cuộc chiến tranh nhằm loại bỏ mối đe dọa của người Carpi đến biên giới của đế chế. Người Carpi đã nhiều lần bị đánh cho đại bại vào các năm 273, 297, 298-308 và năm 317. Sau mỗi thất bại, một số lượng lớn người Carpi đã bị ép buộc phải gia nhập vào quân đội La Mã đóng ở tỉnh Pannonia của La Mã (hiện nay là phía tây của Hungary) như là một phần chính sách tái phân bố lại dân cư của các hoàng đế đối với các tỉnh lưu vực Danube vốn đã bị tàn phá bằng các bộ lạc man rợ đầu hàng. Người Carpi sau đó không còn được đề cập trong các ghi chép từ năm 318 trở đi, điều đó có thể là do hầu hết người Carpi đã di cư khỏi khu vực Carpathian vào năm 318 hoặc, nếu có ở lại, có thể là họ đã hòa lẫn với dân tộc khác hoặc di cư tới Moldavia, giống như người Sarmatia hoặc người Goth.

## Tên gọi
Người Hy Lạp-La Mã gọi dân tộc này là người Carpi hoặc Carpiani. Có lẽ họ được đề cập sớm nhất dưới tên gọi Καρπιανοί (Carpiani theo tiếng Latin) là trong tác phẩm Geographia của nhà địa lý Hy Lạp sống vào thế kỷ thứ hai, Ptolemy, khoảng năm 140 CN.

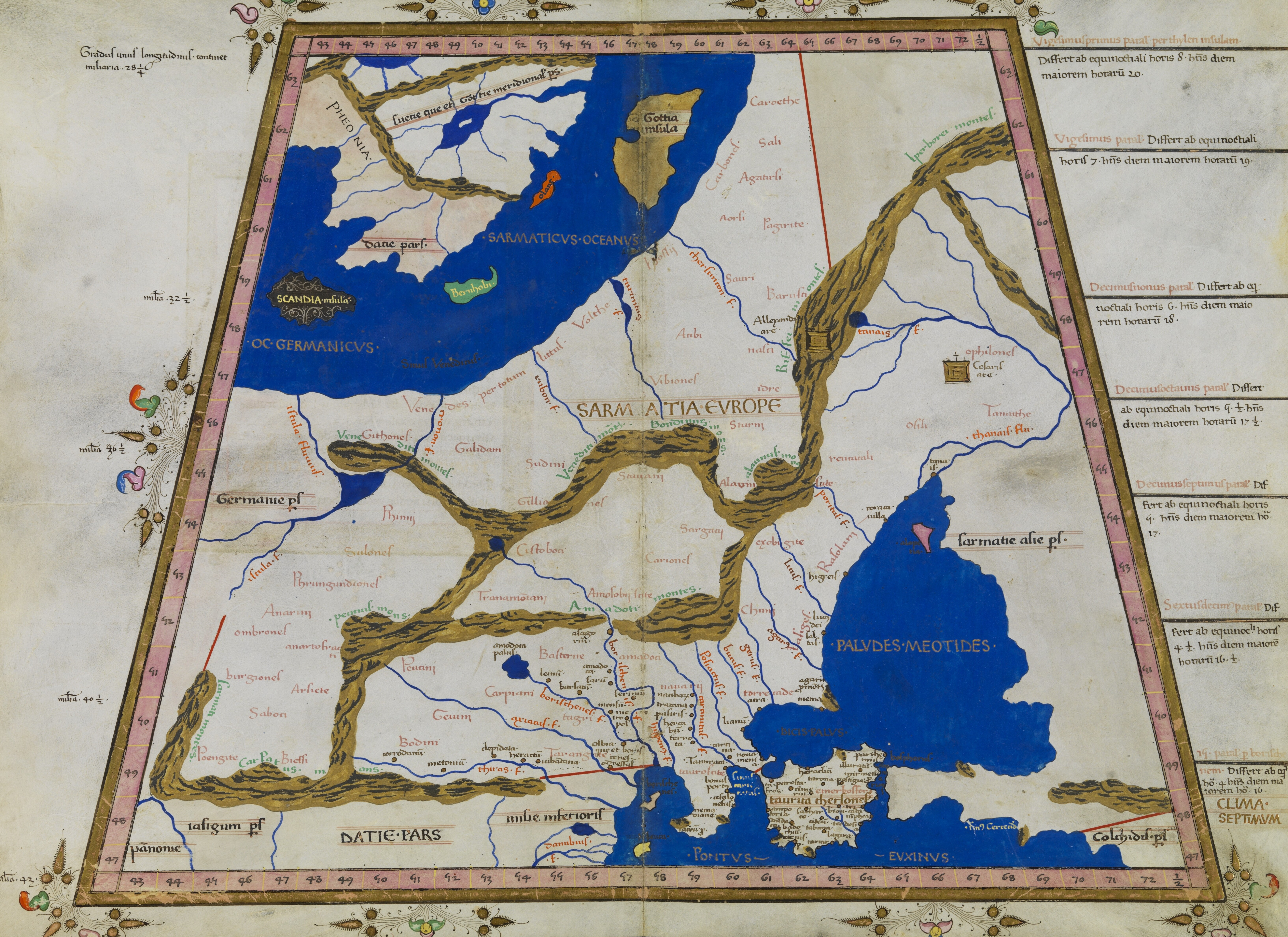
Carpiani trên một bản đồ năm 1467 dựa trên tác phẩm Geographia của Ptolemy

Tên gọi Carpi hoặc Carpiani có thể xuất phát từ cùng một nguồn gốc là tên của dãy núi Carpathian mà họ chiếm đóng, cũng là lần đầu tiên được Ptolemy nhắc đến dưới tên gọi Καρπάτης -. Karpátes. Nguồn gốc có thể được giả định là từ ker/sker của hệ ngôn ngữ Tiền-Ấn-Âu, có nghĩa là "đỉnh cao" hoặc "vách đá" (tiếng Albanian karpë "đá", tiếng Rumani (ş)sarpa "vách", và Scarpa trong tiếng Latin). Giới học giả ủng họ điều này đã chia rẽ thành hai phe giữa những người tin rằng người Carpi đã lấy tên mình đặt cho dãy núi (tức là tên có nghĩa là "núi của người Carpi")  và những người tuyên bố ngược lại. Trong trường hợp sau, Carpiani có thể có nghĩa đơn giản là "cư dân của Carpathia". Tuy nhiên, sự giống nhau giữa hai cái tên có thể là trùng hợp ngẫu nhiên, và chúng có thể bắt nguồn từ những nguồn gốc khác nhau. Ví dụ, có giả thuyết cho rằng tên gọi này có thể bắt nguồn là từ krepu trong tiếng Slav từ có nghĩa là "mạnh" hay "dũng cảm".
Một số học giả cho rằng các dân tộc sau đây được ghi lại trong các ghi chép cổ đại tương ứng với Karpiani của Ptolemy:
- Người Kallipidai được đề cập trong tác phẩm Histories của Herodotus (sáng tác vào khoảng năm 430 TCN), cư trú tại khu vực sông Borysthenes (Dnepr) [13][14]
- Người Karpídai sinh sống xung quanh khu vực cửa sông Tyras (Dniester) được ghi lại trong một đoạn của tác phẩm Pseudo-Scymnus (khoảng năm 90 TCN)[14][15]
- Người Harpii, sống gần đồng bằng sông Danube, được đề cập bởi chính bản thân Ptolemy.[14][16]

Nếu vậy, từ những vị trí của họ có thể hàm ý rằng người Carpi đã rất từ từ di chuyển về phía tây trong giai đoạn từ năm 400 TCN - năm 14 CN, một quan điểm được Kahrstedt bảo vệ.

## Lãnh thổ
Theo Geographia của Ptolemy (xuất bản khoảng năm 140), người Carpi chiếm giữ vùng đất nằm giữa sông Hierasus (Siret) và sông Porata (Prut) (tương ứng với công quốc Moldavia). Vùng đất này nằm bên ngoài khu vực "Dacia" vốn được xác định bởi Ptolemy có biên giới phía đông là sông Hierasus. Vùng đất phía đông của con sông này được Ptolemy gọi là Sarmatia Europaea, một khu vực rộng lớn trải dài tới tận Crimea, chủ yếu nhưng không có nghĩa là hoàn toàn, là các bộ tộc người Sarmatia.
Theo Ptolemy, những người hàng xóm của dân Carpi là:
- Ở phía Bắc là người Costoboci.
- Ở phía Nam, khu vực đồng bằng Wallachia, là dân Roxolani gốc Sarmatia
- Ở phía Đông của sông Prut, người Bastarnae (có thể là một dân tộc có nguồn gốc Sarmatian-Scythia, nhưng mà có thể đã đồng hóa với người Celt), họ đã di cư vào khu vực giữa sông Prut và Dniester khoảng năm 200 TCN)

Về phía Tây, phía đông những ngọn núi Carpathian giữa sông Siret và biên giới với tỉnh La Mã, là các cư dân "người Dacia tự do" tức là những tộc người Dacia cư trú bên ngoài tỉnh Dacia của La Mã.
Tuy nhiên, không thể xác định chắc chắn lãnh thổ của các dân tộc này do sự thiếu chính xác trong những nguồn địa lý cổ xưa. Ngoài ra, còn có khả năng ở nhiều khu vực, các nhóm dân tộc này phân bố chồng chéo và bản đồ phân bố các dân tộc là một sự chắp vá từ sự phân tán của các nhóm phụ. Người Sarmatia và Bastarnae đã chứng thực điều này, trong cả văn học và khảo cổ học, trên khắp vùng Wallachia, Moldavia và Bessarabia. Có khả năng rằng khi các tác phẩm Hy Lạp-La Mã trích dẫn đến những xung đột với người Costoboci, Carpi hoặc người Goth, họ đã đề cập đến liên minh của các bộ tộc khác nhau nằm dưới sự lãnh đạo của bộ lạc bá chủ. Với các cuộc cướp phá lặp đi lặp lại của người Carpi vào khu vực phía nam sông Danube và các cuộc đụng độ với những người La Mã vào thế kỷ thứ 3, có khả năng là vào khoảng năm 230, người Carpi đã mở rộng quyền bá chủ của họ ở phía đông Wallachia, trước đây do người Roxolani nắm giữ.

## Xung đột với Rome
Mặc dù người Carpi được ghi nhận là hiện diện trong khu vực Dacia từ ít nhất năm 140 trở đi, họ lại không được đề cập trong các ghi chép của La Mã về các chiến dịch diễn ra tại vùng đất Dacia trong thế kỷ thứ hai. Ví dụ như trong cuộc xung đột rộng lớn và kéo dài của Rome với các bộ lạc bên bờ Danube, được gọi là Chiến tranh Marcomanni (166-180), trong đó tỉnh Dacia đã chịu ít nhất hai cuộc xâm lược lớn (năm 167, 170), nhưng chỉ có láng giềng của họ là người Costoboci được đề cập cụ thể. Sự im hơi lặng tiếng về về vai trò của người Carpi trong các cuộc chiến có thể ngụ ý rằng họ là đồng minh La Mã trong giai đoạn này.
Khoảng năm 200 CN, ở khu vực bên ngoài biên giới của đế quốc nằm ở châu Âu đã diễn ra một trào lưu di dân lớn. Nguyên nhân gây ra sự xáo trộn này là không rõ, nhưng một yếu tố quan trọng có thể là Đại dịch Antonine (165-180), một đại dịch bệnh đậu mùa gây ra sự tàn phá nghiêm trọng mà có thể đã bị giết chết 15-30% dân số của đế quốc La Mã. Tác động đối với những vùng đất của người man rợ dẫn đến kết quả là khiến cho nhiều bộ lạc bị suy yếu và nhiều vùng đất bị bỏ hoang, điều này có thể đã tạo điều kiện cho các bộ lạc hùng mạnh tiến hành bành trướng. Một ví dụ nổi tiếng là người Goth. Họ có lẽ đã được nhà sử học La Mã Tacitus ghi nhận dưới tên gọi Gotones, và sinh sống ở khu vực phía Đông của sông Vistula ở miền trung Ba Lan vào khoảng năm 100 CN. Vào năm 250, người Goth đã chuyển tới Tây Nam Ukraine và đã thường xuyên phối hợp với các bộ lạc địa phương để đột kích vào lãnh thổ đế chế.
Chính trong bối cảnh đầy biến động này, vào giữa thế kỷ thứ ba, người Carpi đã nổi lên như là một mối đe dọa man rợ lớn cho các tỉnh hạ lưu sông Danube của Rome. Họ được mô tả bởi Jordanes là "một tộc người rất hiếu chiến, và thường thù địch với người La Mã ". Một loạt các cuộc xâm lược lớn của người Carpi vào đế chế đã được ghi lại, hoặc một mình hoặc trong liên minh với các bộ tộc người Sarmatia hoặc German láng giềng của họ (bao gồm cả người Roxolani, Bastarnae, Goth). Tuy nhiên, vai trò của người Carpi trong các liên minh xâm lược này không phải lúc nào cũng luôn luôn rõ ràng, mà theo ghi chép đầy đủ nhất của nhà biên niên sử thế kỷ thứ 6 Zosimus, thì thứ tự thời gian luôn mập mờ và thường biểu thị những bộ tộc tham gia dưới thuật ngữ mơ hồ "Scythia".
Sự tham gia của người Carpi vào các cuộc tấn công của người Dacia tự do nhằm vào tỉnh Dacia của La Mã cũng chưa chắc chắn. Những người ủng hộ nguồn gốc Dacia của người Carpi có xu hướng cho rằng họ đã tham gia vào những cuộc chiến mà tại đó các vị hoàng đế La Mã đã tự xưng danh hiệu Dacicus Maximus, mà ngoài ra còn có thêm một danh hiệu tự xưng khác là Carpicus Maximus. Nhưng mà mục tiêu trong tất cả các cuộc xâm lược mà trong đó người Carpi được ghi chép lại cụ thể bởi các nguồn cổ thì là nhằm vào Moesia Inferior, chứ không phải Dacia. Sau đây là danh sách các cuộc xâm lược vốn được ghi lại mà trong đó người Carpi tham gia và được chứng thực bởi các nguồn:

### Người Carpi tấn công vào phòng tuyến Danube (238-50)

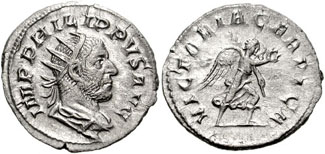
Đồng Antoninianus bằng bạc được hoàng đế La Mã Philip Ả Rập ban hành để kỷ niệm chiến thắng của ông trước người Carpi vào năm 247. Mặt phải: đầu của Philip đội vương miện, cùng với dòng chữ: IMP(erator) PHILIPPVS AVG(ustus); Mặt trái: Hình ảnh của một nữ thần chiến thắng đang cầm cành cọ và vòng nguyệt quế, cùng dòng chữ: VICTORIA CARPICA. Đúc tại: Rome. Niên đại: không rõ, nhưng phải được ban hành vào khoảng năm 247-9

Năm 238: Người Carpi phát động cuộc xâm lược lớn đầu tiên của họ vào lãnh thổ La Mã ở phía nam của sông Danube, trong thời kì đồng cai trị ngắn ngủi của hoàng đế Gordian III với các nguyên lão Balbinus và Pupienus Maximus Điều này rõ ràng đã bị kích động bởi việc viên Thống đốc Moesia Inferior, Tullius Menophilus, từ chối nộp cống nạp hàng năm cho người Carpi để giữ hòa bình, vì nó đã được dùng để trả cho những người Goth và các bộ tộc khác ở hạ lưu sông Danube. Điều này đã hỗ trợ cho khả năng rằng, cho đến thời điểm này, người Carpi đã là đồng minh lâu năm của người La Mã. Tuy nhiên, vị thống đốc đã thành công trong việc đánh đuổi người Carpi vào năm 239.
Năm 245-247: Trong giai đoạn hoàng đế Philip Ả Rập (244-249) trị vì, người Carpi đã vượt qua sông Danube và cướp phá tan hoang vùng đất hạ Moesia. Và khi viên thống đốc chiến trường không thể đẩy lùi được cuộc xâm lược này, đich thân hoàng đế đã nắm quyền chỉ huy và phát động một cuộc phản công lớn. Sau một cuộc giao tranh kéo dài, người Carpi đã bị đẩy lui về phía bên kia sông Danube. Bị truy đuổi bởi những người La Mã tới tận quê hương của mình, phần lớn dân Carpi đã trú ẩn tại một pháo đài lớn (có lẽ là một pháo đài trên đồi), tại đây họ bị vây quanh và bao vây bởi lực lượng của Philip. Những người Carpi còn lại vốn đã bị phân tán trước đó, đã tập hợp lại và tiến hành một nỗ lực nhằm để giải vây. Những người bị bao vây đã tiến hành một cuộc tấn công nhằm đánh lạc hướng sự chú ý của người La Mã nhằm vào lực lượng giải vây. Tuy nhiên, họ đã bị lực lượng equites Maurorum (kỵ binh nhẹ Berber từ Bắc Phi) của Philip chặn lại và đánh tan. Kế hoạch phá vây thất bại đã buộc người Carpi phải cầu hòa. Điều này dường như đã giúp cho họ nhận được những điều kiện khoan dung của Philip, ông ta vốn đang muốn nhanh chóng kết thúc chiến dịch này để kịp thời gian cho lễ kỷ niệm 1000 năm thành lập thành phố Rome sắp tới (Tháng 4 năm 248). Philip đã tự xưng là Carpicus Maximus.

### Những cuộc xâm lược của người Sarmatia-Goth vào đế chế La Mã (250-270)

Bản đồ cho thấy vai trò có thể của người Carpi trong cuộc xâm lược của người rợ vào năm 250-251 dưới sự lãnh đạo của vị thủ lĩnh người Goth Kniva, mà đã đánh bại và giết chết hoàng đế La Mã Decius (r. 249-51) tại trận Abrittus (251).

Năm 250-251: Người Carpi tham gia vào một cuộc xâm lược lớn vào Moesia và Thrace dưới sự lãnh đạo của vua Kniva người Goth  Cuộc xâm lược của Kniva dường như đã bị kích động bởi việc người La Mã chấm dứt cống nạp hàng năm cho người Goth bởi hoàng đế Philip . Dựa trên những hành động của họ, mục tiêu chiến tranh của đạo quân xâm lược hạn chế ở mục tiêu cướp bóc: bắt cầng nhiêu nô lệ, ngựa, kho báu và các của cải khác càng tốt để đem về về quê hương của họ ở bên kia sông Danube.
Đoàn quân của Kniva rõ ràng bao gồm người Goth, Taifali và Vandal, cũng như một số cựu binh La Mã đào ngũ. Với việc Zosimus miêu tả họ là "người Scythia", gần như chắc chắn nó bao gồm cả người Sarmatia như Roxolani. Ngoài ra còn có một lực lượng riêng biệt gồm người Goth và Bastarnae cũng đã tiến vào Moesia Inferior dưới sự lãnh đạo bởi hai viên cận thần hàng đầu của Kniva. Jordanes tuyên bố rằng những kẻ man rợ đạt tới con số 300.000 người, nhưng mà các biên nên sử Byzantine thường hiển nhiên phóng đại số lượng người rợ, thường là gấp mười lần (ví dụ như Zosimus tuyên bố rằng 60.000 người Alamanni đã ngã xuống trong trận Strasbourg vào năm 357, so với con số 6.000 được ghi lại bởi sử gia đương thời và đáng tin cậy hơn là Ammianus Marcellinus). Do đó 30.000 là một con số hợp lý hơn, nhưng nó vẫn còn là một con số đáng gờm, ước tính cho cuộc xâm lược của Kniva, và chia thành hai đạo quân. Quân số của người Carpi là 3.000 người, theo Jordanes.
Đối đầu với cuộc xâm lược này là hoàng đế La Mã "Trajan" Decius, một vị tướng lão luyện và cũng là viên tướng bảo vệ khu vực biên giới Danube dưới triều đại của Philip, và cũng đã lên kế vị ông ta sau khi Philip bị quân nổi loạn giết hại vào năm 249, cùng với đó còn có tướng Caius Trebonianus Gallus, người đã được bổ nhiệm làm thống đốc Thượng Moesia vào năm trước bởi Decius. Dường như với mục đích nhằm đối phó với các mối đe dọa, Gallus đã được giao quền chỉ huy các lực lượng đồn trú trong các pháo đài biên giới dọc theo sông Danube, trong khi hoàng đế chỉ huy một lực lượng cơ động gồm các đơn vị tinh nhuệ.
Sau khi thua trận đánh trước những người La Mã ở Moesia Inferior, Kniva đã gây bất ngờ cho hoàng đế bằng việc âm thầm vượt qua dãy núi Haemus (Balkan) và tiến vào Thracia mà phần lớn không được bảo vệ. Vị hoàng đế sau khi đã bỏ ra vài ngày hành quân, đã buộc phải vội vàng đưa quân đội của ông cấp tốc hành quân trở lại Thracia. Tại Beroe (Stara Zagora, Bulgaria), Kniva đã tiến hành một cuộc tấn công bất ngờ vào đội quân đã kiệt sức của hoàng đế và gây một thất bại nặng nề. Decius buộc phải rút lui cùng đám tàn quân của ông ta về Hạ Moesia và để mặc cho Thracia bị người man rợ mặc sức cướp phá. Đoàn quân của Kniva sau đó đã tràn vào thành phố Philippopolis (Plovdiv, Bulgaria) và trú qua mùa đông năm 250/251 ở tỉnh này.
Cũng trong thời gian đó, Decius đã tiến hành xây dựng lại quân đội của ông ở Hạ Moesia. Năm 251, khi đội quân của người rợ tiến về phía sông Danube với một lượng lớn chiến lợi phẩm đã cướp bóc được, họ đã bị vị hoàng đế chặn lại tại Abrittus ở Hạ Moesia. Sau một trận đánh ác liệt, quân chủ lực của Kniva đã bị đánh tan. Vị hoàng đế sau đó đưa quân của ông băng qua một đầm lầy tiến đánh vào lực lượng dự bị của Kniva, vốn đang canh giữ chiến lợi phẩm của hị. Nhưng vị hoàng đế đã đánh giá thấp những khó khăn của địa hình: người La Mã đã không thể di chuyển được trong bùn và toàn bộ họ đều thiệt mạng sau đó, bao gồm cả bản thân hoàng đế, họ bị tàn sát bởi các của cung thủ Kniva hoặc chết chìm
Khi tin tức về thảm họa này truyền tới các quân đoàn còn lại trên sông Danube, họ tuyên bố rằng viên tướng của họ Gallus là hoàng đế mới. Ông ta sau đó đã lập lại hòa bình với những người Goth, trong đó cho phép họ trở về nhà với toàn bộ chiến lợi phẩm của mình và khôi phục lại việc cống nạp. Mặc dù Zosimus lên án các điều khoản như một sự sỉ nhục, có lẽ đó là lựa chọn khả dĩ nhất dành cho Gallus trong trường hợp này.
Nhưng ngay cả việc Gallus nối lại các khoản cống nạp cũng không mang lại hiệu quả mong muốn cho sự duy trì hòa bình trên sông Danube. Khó khăn nối tiếp khó khăn sau thảm họa quân sự này, quân đội La Mã đã bị tê liệt bởi sự bùng phát của một đại dịch đậu mùa khác có sức tàn phá khủng khiếp, với tên gọi là Đại dịch Cyprian (251 - khoảng 270). Những tác động của đại dịch Cyprian được mô tả bởi Zosimus thậm còn tồi tệ hơn so với đại dịch Antonine trước đó, mà có thể đã giết 15-30% cư dân của đế quốc. Lợi dụng tình trạng hỗn loạn của quân đội La Mã, các bộ lạc người rợ phía bên bờ Danube đã liên tục tiến hành các cuộc xâm lược lớn vào lãnh thổ của đế quốc. Con số chính xác, ngày tháng và sự kiện liên quan đến các cuộc xâm lược không chắc chắn do tính chất mập mờ và rời rạc của các nguồn. Có thể là có những cuộc xâm lược hàng năm và nhiều khu vực ở các tỉnh Danube đã bị chiếm đóng quanh năm bởi những bộ lạc cướp bóc người rợ, trong giai đoạn từ năm 251-270. Nhờ Zosimus, các sự kiện lớn sau đây có thể được phân biệt:

## Trích dẫn
1. ↑  Virgil Cândea. An Outline of Romanian History
2. ↑  J.B. Bury. The Cambridge Medieval History volumes 1-5
3. ↑  Gudmund Schutte. Our Forefathers, Volumul 1
4. 1 2  Hist. Aug. Gordiani Tres XXVI.3
5. ↑  Ptolemy III.5.1, 10
6. ↑  Smith's Carpi
7. ↑  Bichir (1976) 145
8. ↑  Köbler *Ker (1)
9. ↑  " Parvan Vasile (1926) 153"
10. ↑  Martini, Peter I., Chesworth Ward (2010) 255
11. ↑  cf. Bichir (1976) 145
12. ↑  Müller (1883) 430 (note 5)
13. ↑  Herodotus IV.17
14. 1 2 3  " Parvan (1926) 153"
15. ↑  Pseudo-Scymnus 842
16. ↑  Ptolemy III.10
17. ↑  cf. Bichir (1976) 149
18. ↑  Barrington Atlas Map 22
19. ↑  Ptolemy III.8.1
20. ↑  Ptolemy III.5
21. ↑  Batty (2008) 250, 378
22. ↑  Bichir (1976) 162-4
23. ↑  Barrington Atlas Map 23
24. ↑  Historia Augusta M. Aurelius 22
25. ↑  Bichir (1976) 51-78
26. ↑  Stathakopoulos (2007) 95
27. ↑  Tacitus G.43
28. ↑  Zosimus book I
29. ↑  Millar (1970) 279
30. ↑  Jordanes 16
31. ↑  Zosimus I.20
32. 1 2  Hist. Aug. Maximus & Balbinus 16
33. ↑  Jordanes XVI
34. ↑  Zosimus I.27, 29, 38
35. ↑  Hist. Aug. Aurelianus 30.4
36. 1 2  Sear 2581
37. ↑  Patricius fr. 8
38. 1 2 3  Zosimus I.15
39. 1 2 3  Jordanes XVI (91)
40. ↑  Jordanes XVI (89)
41. ↑  Zosimus III.3
42. ↑  Ammianus XVI.12.63
43. ↑  Zosimus I.28, 38
44. ↑  Stathokopoulos (2007) 95
45. ↑  Zosimus I.17-22

### Cổ đại
- Ammianus Marcellinus Res Gestae (c. 395)
- Eusebius of Caesarea Historia Ecclesiae (c. 320)
- Eutropius Historiae Romanae Breviarium (c. 360)
- Anonymous Historia Augusta (c. 400)
- Jordanes Getica (c. 550)
- Lactantius. De Mortibus Persecutorum (On the Deaths of the Persecutors).
- Fletcher, William, trans. Of the Manner in Which the Persecutors Died. From Nicene and Post-Nicene Fathers, Second Series, Vol. 7. Edited by Alexander Roberts, James Donaldson, and A. Cleveland Coxe. Buffalo, NY: Christian Literature Publishing Co., 1886. Online at New Advent
- Ptolemy Geographia (c. 140)
- Sextus Aurelius Victor De Caesaribus (361)
- Tacitus Germania (c. 100)
- Zosimus Historia Nova (c. 500)

### Hiện đại
- AE: Année Epigraphique ("Epigraphic Year" - periodical)
- Batty, Roger (2008): Rome and the Nomads: the Pontic-Danubian region in Antiquity
- Barrington (2000): Atlas of the Greek & Roman World
- Bichir, Gh. (1976): The History and Archaeology of the Carpi from the 2nd to the 4th centuries AD English trans.:BAR series 16(i)
- CAH: Cambridge Ancient History 1st Ed. Vol. XII (1939): The Imperial Crisis and Recovery
- Cameron, Alan (1969): Theodosius the Great and the Regency of Stilicho in Harvard Studies in Classical Phililogy n. 73
- Carrié, Jean-Michel & Rousselle, Aline. L'Empire Romain en mutation- des Sévères à Constantin, 192–337.
- CIL: Corpus Inscriptionum Latinarum ("Corpus of Latin Inscriptions")
- Cuff, D.B. (2010): The Auxilia in Roman Britain and the Two Germanies between Augustus and Caracalla (online paper)
- Gibbon, Edward (1792): The history of the decline and fall of the Roman empire
- Goffart, Walter A. (2006): Barbarian tides: the migration age and the later Roman Empire
- Heather Peter, J. (2007): The fall of the Roman Empire: a new history of Rome and the Barbarians
- Heather Peter, J. (2009): Empires and Barbarians: Migration, Development and the Birth of Europe
- Hodder, I. (1994): Archaeological Theory today
- Holder, Paul (2003): Auxiliary Deployment in the Reign of Hadrian
- Jones, A.H.M. (1964): Later Roman Empire
- Köbler, Gerhard (2000): Indo-germanisches Wörterbuch (online)
- Lenski Noel Emmanuel (2006): The Cambridge Companion to the Age of Constantine, ISBN 978-0-521-81838-4
- Maenchen-Helfen Otto J. (1973) The world of the Huns: studies in their history and culture edited by Max Knight, published by Berkeley, University of California Press, ISBN 0-520-01596-7
- Martini, Peter I., Chesworth Ward (2010): Landscapes and Societies: Selected Cases
- Millar, Fergus (1970): The Roman Empire and its Neighbours
- Millar, Fergus, (1981): The Roman Empire and its neighbours
- Minns. Ellis Hovell (2011) "Scythians and Greeks: A Survey of Ancient History and Archaeology on the North Coast of the Euxine from the Danube to the Caucasus" published by Cambridge Library Collection Archaeology (1st ed 1913) ISBN 978-1-108-02487-7
- Müller (1883): Edition of Ptolemy's Geographia
- Niculescu, G-A.: Nationalism and the Representation of Society in Romanian Archaeology (online paper)
- Odahl, Charles Matson. Constantine and the Christian Empire. New York: Routledge, 2004. Hardcover ISBN 0-415-17485-6 Paperback ISBN 0-415-38655-1
- Parvan Vasile (1926): Getica, publisher Cultura Nationala
- Sir William Smith's Dictionary of Greek and Roman Geography (1878) [nguồn không đáng tin?]
- Philip Smith (1854) in Dictionary of Greek and Roman geography, Volume 1 edited by Sir William Smith
- Stathakopoulos, D. Ch. (2007): Famine and Pestilence in the late Roman and early Byzantine Empire
- Thompson, E.A. (1982): Zosimus 6.10.2 and the Letters of Honorius in Classical Quarterly 33 (ii)
- Tomaschek Gratz University (1883): Les restes de la langue dace in "Le Museon Revue Internationale Volume 2, Louvain"
- Van Den Gheyn, S. J. (1930): Populations Danubiennes, Études D'ethnographie compareee in "Revue des questions scientifiques, Volumes 17-18, 1930" by "Société scientifique de Bruxelles, Union catholique des scientifiques français, ISSN: 0035-2160